# Alter Echo
Alter Echo est un jeu vidéo d'action développé par Outrage Entertainment et édité par THQ, sorti le 19 août 2003 en Amérique du Nord et le 3 octobre 2003 en Europe sur consoles PlayStation 2 et Xbox.

## Scénario
L'histoire d'Alter Echo se passe en 2850. Le MultiPlast est la substance la plus précieuse de l'univers. Quelques personnes dotées de pouvoirs psychiques, les Modeleurs, sont capables de transformer cette matière pour lui faire prendre n'importe quelle forme désirée, que ce soit une arme, un bâtiment, ou même un vaisseau spatial. Le seul endroit de l'univers où l'on trouve du MultiPlast est Proteus, une planète lointaine qui en est recouverte. Paavo, le plus grand Modeleur ayant jamais vécu, a été envoyé sur Proteus pour faire des recherches sur le MultiPlast. Mais celui-ci devient fou et hors de contrôle. C'est là qu'intervient Nevin, un jeune modeleur envoyé en mission sur Proteus, et qui devra empêcher Paavo d'anéantir l'espèce humaine. Pour l'aider dans cette tâche, l'EchoPlast, ayant acquis la conscience de lui-même, fournit à Nevin une combinaison faite d'EchoPlast qui lui donne de puissantes capacités.

## Système de jeu
Le joueur dirige Nevin en vue à la troisième personne. Pendant les combats, le joueur peut modeler la combinaison de Nevin en trois formes différentes. La forme de base est l'« épée » : c'est simplement Nevin sous une armure, maniant une épée. Cette forme permet de se battre à courte portée. La deuxième forme est l'« arme à feu ». Sous cette forme, Nevin se transforme en un humanoïde lent et énorme maniant un fusil pouvant tirer plusieurs sortes de rayons laser et des grenades. La forme « arme à feu » possède aussi une attaque lourde de mêlée. La dernière forme est baptisée « furtive ». Elle change Nevin en une créature très agile se déplaçant à quatre pattes, capable de se coller à certaines parois et de devenir brièvement invisible. Sous cette forme, Nevin peut utiliser sa langue pour attraper les ennemis ou les objets, et les rapprocher. Nevin peut aussi sauter à la figure des ennemis et les rouer de coups avec ses griffes jusqu'à ce que mort s'ensuive.
Au fil de sa progression dans le jeu, le joueur gagne des points d'expérience lui permettant d'améliorer ses formes de combat, sa santé, et d'autres caractéristiques. Le joueur gagne de l'expérience en battant les ennemis, et reçoit davantage d'expérience s'il réussit à enchaîner plusieurs coups d'affilée.

## Accueil
Alter Echo est accueilli d'une manière mitigée par la presse spécialisée,. Jeff Gerstmann, rédacteur au site GameSpot, commente « si seulement on avait pu voir des environnements plus variés, et si on était pas obligé de retourner sur nos pas. Mais ces combats libres et excitants nous font vite oublier ces quelques défauts. » Les sites IGN et Eurogamer attribuent au jeu une note de 6,8 et 6 sur 10, respectivement,. Gamekult lui attribue une note de 6 sur 10 citant « Alter Echo est une bonne petite surprise qui souffre toutefois d'une finition trop imparfaite pour accéder aux plus hautes marches du podium. Si son concept est intéressant sur bien des points avec des transformations en temps réel et tout un tas de petites idées qui lui confèrent une certaine identité, le jeu reste aussi limité par une réalisation poussive et un design global qui repoussera les joueurs les plus frileux. »